# لانغدون وينر
لانغدون وينر (بالإنجليزية: Langdon Winner)‏ هو فيلسوف أمريكي، ولد في 7 أغسطس 1944 في سان لويس أوبيسبو في الولايات المتحدة.